# Saint-Simon, Charente
 Saint-Simon  là một xã ở tỉnh Charente phía tây nước Pháp. Xã này có diện tích 3,77 km², dân số năm 1999 là 239 người. Khu vực này có độ cao 20 mét trên mực nước biển.